# Търпен Марков
Търпен Дамянов Марков е български революционер, деец на Вътрешната македоно-одринска революционна организация в Малкотърновско.

## Биография
Търпен Марков е роден 1879 година в село Вишени, Костурско, тогава в Османската империя, днес Висиния, Гърция, в семейството на Дамян Марков - кмет на Вишени, председател на вишенския революционен комитет, а по-късно член на Костурския околийски комитет на ВМОРО. Учи в Костурското българско третокласно училище, в Солунската българска мъжка гимназия, а по-късно завършва българската гимназия в Битоля. В Битоля застава начело на революционен кръжок на Българското тайно революционно братство, в който влизат Георги Баждаров, Андрей Казепов, Георги Христов и Георги Тодоров. След завършването си учителства във Вишени и става член на ВМОРО, но за революционна дейност е арестуван и затворен. Успява да избяга от затвора и през октомври 1902 година се мести в Източна Тракия и под името Димитър Върбанов става учител в Малко Търново, където продължава с революционната си дейност и става член на Малкотърновския околийски революционен комитет.
Умира в Пловдив в 1903 година след дълго боледуване.
Георги Константинов Бистрицки пише за него:
| „ | Търпен Марков от с. Вишени, свършил с отличие курса на българската гимназия в гр. Битоля, мъдър деец - ръководител, писател и многообещаващ доблестен патриот, твърде рано загина от тежка болест, добита при неуморната му народополезна дейност. | “ |